# Interstate 8 (EP)
Interstate 8 è il secondo EP del gruppo musicale statunitense Modest Mouse, pubblicato nel 1996.

## Tracce
1. Interstate 8 – 4:39
2. All Night Diner – 4:44
3. Sleepwalking (Couples Only Dance Prom Night) – 3:23
4. Tundra/Desert – 5:24
5. Edit the Sad Parts – 9:33

Tracce bonus (Live In Sunburst, Montana)
1. Beach Side Property – 6:08
2. Buttons to Push the Buttons – 2:25
3. Novocain Stain – 3:29
4. Broke – 2:56
5. Whenever You Breathe Out, I Breathe In (Positive/Negative) – 4:23
6. Edit the Sad Parts – 7:00

## Formazione
- Isaac Brock – chitarra, voce
- Jeremiah Green – batteria
- Eric Judy – basso
- Nicole Johnson – voce (tracce 1 e 3)